# Baie de la Tchiocha
La baie de la Tchiocha (en russe : Чёшская губа, Tchiochskaïa gouba) est une baie située à l'est de la péninsule de Kanine, en Russie.